# Hermano lobo (novela)
Hermano Lobo es el primer libro de la sexalogía Crónicas de la prehistoria, de la escritora inglesa Michelle Paver. Una serie de aventuras prehistóricas para jóvenes.

## Historia
Torak, un niño del clan del lobo, vive con su padre (Pa) en el bosque. Un buen día, un oso endemoniado aparece y mata a Pa, siendo sus últimas palabras diciéndole a Torak que fuera a la montaña del espíritu del mundo par. Torak se queda completamente solo hasta que encuentra un lobezno asustado, ya que su manada acababa de ser presa de una desbordación del río. Lobo, se unirá a él y le enseñará el camino. En el camino, se encuentran con el clan del cuervo, donde conoce a Renn, su compañera de aventuras y a Fin-Kedinn. Renn y Torak escapan juntos y llegan a la montaña para salvar a los clanes del oso. 

## Cine, televisión, radio y adaptaciones teatrales
En 2007, los derechos de toda la serie fueron vendidos a 20th Century Fox para convertirse una saga de películas cinematográficas, producidas por Ridley Scott. Catherine Hardwicke iba a ser la directora de 'Hermano Lobo' hasta que se le ofreció el trabajo de dirección de la primera película de Crepúsculo en 2007. El guion de la película se completó en 2007 .